# Vittorio Viola
Vittorio Francesco Viola OFM (ur. 4 października 1965 w Bielli) – włoski duchowny rzymskokatolicki, franciszkanin, doktor nauk teologicznych w zakresie liturgiki, biskup diecezjalny tortoński w latach 2014–2021, sekretarz Dykasterii ds. Kultu Bożego i Dyscypliny Sakramentów od 2021, arcybiskup ad personam od 2021.

## Życiorys
Święcenia kapłańskie otrzymał 3 lipca 1993 w Zakonie Braci Mniejszych. Pracował jako kustosz zakonnych konwentów w Asyżu. Był także m.in. definitorem prowincji oraz wykładowcą liturgiki na rzymskim Anselmianum.
15 października 2014 papież Franciszek mianował go biskupem diecezjalnym diecezji tortońskiej. Sakry udzielił mu 7 grudnia 2014 arcybiskup Asyżu – Domenico Sorrentino.
27 maja 2021 papież Franciszek mianował go sekretarzem Kongregacji ds. Kultu Bożego i Dyscypliny Sakramentów i podniósł do godności arcybiskupa ad personam.